# Astrud Gilberto
Astrud Gilberto (portugisisk udtale: [aʃˈtɾud ʒiwˈbɛʁtu]; født Astrud Evangelina Weinert, 29. marts 1940, død 5. juni 2023) var en brasiliansk samba- og bossanova-sangerinde. Hun fik international opmærksomhed i 1960'erne efter sin indspilning af sangen The Girl from Ipanema.